# Bembština
Bembština (též Bemba, ChiBemba) je jazyk z jazykové rodiny bantuských jazyků. Je to jazyk kmene Bembů žijícího v severní a severovýchodní části Zambie, nicméně v oblasti se používá také jako lingua franca, která slouží jako dorozumívací jazyk mezi ostatními dalšími osmnácti kmeny. Menší počet mluvčích žije také v Demokratické republice Kongo, na území přilehlém bembským oblastem v Zambii.
Počet mluvčích bembštiny v Zambii je odhadován na 3, 8 milionu. Dalších zhruba 300 tisíc mluvčích žije v Demokratické republice Kongo.
V Zambii je bembština uznávána jako jeden ze sedmi regionálních jazyků. Bembština byla rodným jazykem několika zambijských prezidentů, včetně prvního zambijského prezidenta Kennetha Kaunda, který v dětství vyrůstal v bembské komunitě na severu Zambie. I proto byl zambijský stát několikrát kritizován různými aktivisty za to, že bembštinu oproti ostatním regionálním jazykům protěžuje.
Mezi nejdůležitější dialekty bembštiny patří Chishinga, Lomotwa, Ngoma, Nwesi, Lala, Luunda, Mukulu a Ng’umbo. Zvláštním dialektem bembštiny mluví také Pygmejové žijící v oblasti bažin okolo jezera Bangweulu.
Bembština se zapisuje latinkou, pravopis byl standardizován v 70. letech 20. století. V bembštině vyšla celá řada literárních děl, mezi nejvýznamnější spisovatele píšící v bembštině patřili Stephen Mpashi, Chongo Kasonkomona, Chishimba, Paul Mushindo, Bwalya Chilangwa nebo Mwila Launshi. Vrcholem bembské literatury bylo období mezi 50-80. lety 20. století, poté začal zájem o bembskou literaturu upadat.

## Ukázka jazyka
Článek 1 Všeobecné deklarace lidských práv v bembštině:
| „ | Abantu bonse bafyalwa abalubuka nokulingana mu mucinshi nensambu. Balikwata amano nokutontonkanya, eico bafwile ukulacita ifintu ku banabo mu mutima wa bwananyina | “ |

Český překlad:
| „ | Všichni lidé rodí se svobodní a sobě rovní co do důstojnosti a práv. Jsou nadáni rozumem a svědomím a mají spolu jednat v duchu bratrství. | “ |